# Bartosz Rymaniak
Bartosz Rymaniak, né le 13 novembre 1989 à Gostyń, est un footballeur professionnel polonais. Il joue actuellement au poste de défenseur au Zagłębie Lubin, club de première division polonaise.

## Biographie

### Parcours au Zagłębie Lubin
Arrivé à l'été 2008 au Zagłębie Lubin, Bartosz Rymaniak intègre tout d'abord l'équipe réserve, avant de faire ses débuts professionnels le 29 octobre en huitièmes de finale de Coupe de Pologne contre le Promień Opalenica (victoire 4-1). Neuf jours plus tard, Rymaniak joue son premier match en deuxième division face au Dolcan Ząbki (victoire 1-0). Cependant, lors du reste de la saison, il est le plus souvent laissé à disposition de la réserve et ne joue que quatre matches de plus avec les pros, qui gagnent leur accession à l'élite en se classant à la deuxième place. La situation est semblable lors de la saison 2009-2010, Rymaniak ne disputant que sept rencontres en Ekstraklasa, dont une contre le Ruch Chorzów pour sa première dans la compétition.
La saison suivante, le Polonais prend place véritablement dans le groupe professionnel et joue régulièrement. Sur les vingt-deux matches disputés, vingt-et-un le sont entièrement. Après une saison 2011-2012 plus compliquée, Rymaniak reprend sa place dans le onze de départ de l'équipe, et hérite même du capitanat.

## Statistiques
| Saison                | Club                  | Championnat           | Championnat | Championnat | Coupe nationale | Coupe nationale | Coupe de la Ligue | Coupe de la Ligue | Total | Total |
| Saison                | Club                  | Division              | M.          | B.          | M.              | B.              | M.                | B.                | M.    | B.    |
| 2007-2008             | Jarota Jarocin        | III liga              | 27          | 0           | 0               | 0               | -                 | -                 | 27    | 0     |
| Sous-total            | Sous-total            | Sous-total            | 27          | 0           | 0               | 0               | -                 | -                 | 27    | 0     |
| 2008-2009             | Zagłębie Lubin        | I liga                | 4           | 0           | 2               | 0               | 0                 | 0                 | 6     | 0     |
| 2009-2010             | Zagłębie Lubin        | Ekstraklasa           | 7           | 0           | 1               | 0               | -                 | -                 | 8     | 0     |
| 2010-2011             | Zagłębie Lubin        | Ekstraklasa           | 22          | 0           | 1               | 0               | -                 | -                 | 23    | 0     |
| 2011-2012             | Zagłębie Lubin        | Ekstraklasa           | 17          | 0           | 1               | 0               | -                 | -                 | 18    | 0     |
| 2012-2013             | Zagłębie Lubin        | Ekstraklasa           | 22          | 1           | 1               | 0               | -                 | -                 | 23    | 1     |
| 2013-2014             | Zagłębie Lubin        | Ekstraklasa           | 25          | 1           | 5               | 0               | -                 | -                 | 30    | 1     |
| Sous-total            | Sous-total            | Sous-total            | 97          | 2           | 11              | 0               | 0                 | 0                 | 108   | 2     |
| Total sur la carrière | Total sur la carrière | Total sur la carrière | 124         | 2           | 11              | 0               | 0                 | 0                 | 135   | 2     |